# António Carmona Rodrigues
António Pedro de Nobre Carmona Rodrigues (Lisboa, 23 de junio de 1956) es un ingeniero civil, político y profesor universitario portugués. 
Se crio en Lisboa donde estudió. En 1973 ingresó en el Instituto Superior Técnico yendo después a la Academia Militar donde se licenció en Ingeniería Civil en 1978. Después, fue a Delft (Países Bajos) en 1981, donde se especializó en Ingeniería Hidráulica Fluvial. De nuevo en Portugal empieza a trabajar como profesor asistente en la Facultad de Ciencias y Tecnología de la Universidad Nueva de Lisboa donde hoy en día es profesor auxiliar. En esta universidad obtuvo el título de doctor en Ingeniería Ambiental.
Asesor del secretario de Estado de Medio Ambiente y los Recursos Naturales en e XII Gobierno Constitucional (1993-1995). En 2002, es llamado por Durão Barroso para hacerse cargo del Ministerio de Obras Públicas, Transportes y Vivienda, cargo en el que estuvo hasta 2004 cuando se hizo cargo de la alcaldía de Lisboa en sustitución de Pedro Santana Lopes que había sido nombrado primer ministro.  
En octubre de 2005, ganó las elecciones a su adversario Manuel Maria Carrilho, del Partido Socialista, convirtiéndose en alcalde electo del ayuntamiento de Lisboa, como candidato independiente apoyado por el PSD (Partido Social Demócrata), habiendo conseguido 8 concejales contra los 5 del partido socialista, 2 de la Coalición Democrática Unitaria, 1 del Partido Popular y 1 del Bloque de Izquierdas, siendo este el mejor resultado de la historia para el PSD en la alcaldía de Lisboa.
El pacto postelectoral con María José Nogueira Pinto, concejala del CDS-PP, le dio la mayoría absoluta en el pleno. 
En 2007, a raíz de una crisis de gobernabilidad, causada por el intercambio de tierra de la antigua Feira Popular en Entrecampos, por la tierra en Mayer Bragaparques parque empresarial, una operación que fue aprobada por la Asamblea Municipal de Lisboa en 2005, el PSD, bajo el liderazgo de Luís Marques Mendes, mandó a sus concejales en la CML renunciar al cargo, situación que tuvo como consecuencia la caída del Ejecutivo Camerún, a la marcación de elecciones intercalares y al final del mandato de Carmona Rodrigues. Desde entonces, el PSD no recuperó el Municipio de Lisboa. En 2009 volvió a presentarse a la alcaldía por la lista Lisboa con Carmona, quedando en segundo lugar.
| Precedido por: Pedro Santana Lopes | Alcalde de Lisboa 2004 - 2005 | Sucedido por: Pedro Santana Lopes |
| Precedido por: Pedro Santana Lopes | Alcalde de Lisboa 2005 - 2007 | Sucedido por: Marina Ferreira     |